# Golia, piccolo elefante
Golia, piccolo elefante (Goliath II) è un cortometraggio animato del 1960 diretto da Wolfgang Reitherman.

## Trama
Golia II è un elefantino indiano di 9 anni di dimensioni piuttosto ridotte, che cerca continuamente di stupire suo padre, Golia I. Ma quest'ultimo non ne è molto interessato, a differenza della madre, che segue il piccolo in ogni momento. Un giorno, Golia II viene quasi attaccato da una tigre di nome Raja, rischia di venire calpestato dall'elefantessa Eloise, e di venir mangiato da un coccodrillo, ma ogni volta sua madre riesce a salvarlo dai pericoli.
Una mattina, mentre il branco di elefanti marcia per la giungla, Golia II insegue due chiocciole e si perde. Dopo che sua madre l'ha trovato incastrato in una tana, Golia II viene improvvisamente attaccato da Raja la tigre; per fortuna sua madre riesce a salvarlo in tempo, aspirandolo con la proboscide. Dopo essere stato sgridato, Golia II viene messo su un ramo come punizione per essersi allontanato dal branco.
Stanco di essere trattato così, quella notte Golia II fugge via. Ma durante la fuga rimane terrorizzato dai rumori della giungla e viene nuovamente attaccato da Raja. L'elefantino fugge via e chiama in suo aiuto la madre, che corre in salvo del suo piccolo. L'elefantessa riesce a salvare il figlio afferrando la tigre per la coda e lanciandola in pasto al coccodrillo. Subito dopo esser uscita dalla bocca del rettile, la tigre corre via e non tornerà mai più.
Dopo l'ennesima disobbedienza, Golia II viene preso a sculacciate da sua madre con un ramo e, a peggiorare la situazione, ha disonorato sia suo padre che tutti gli altri elefanti perché allontanarsi dal branco è una cosa inammissibile e disonorevole. Il giorno dopo, Golia I si spaventa alla vista di un topo, fermandosi e facendo scontrare gli elefanti l'uno contro l'altro. Alla vista del topo, tutti gli elefanti scappano in preda al panico. Quando il topo incontra Golia II, quest'ultimo non ne ha paura e tra i due scoppia una battaglia, la quale finisce con Golia II che tiene sospeso il roditore per la coda su una rupe, al di sotto della quale c'è il coccodrillo affamato. Il topo chiede all'elefantino di lasciarlo andare e in cambio promette che non darà mai più fastidio agli elefanti, così Golia II lo risparmia.
Dopo aver compiuto questo gesto eroico, Golia II viene rispettato anche da suo padre e gli viene addirittura concesso di cavalcarlo sulla testa.

## Personaggi
- Golia II: è un cucciolo di elefante indiano di 9 anni che, nonostante le sue ridotte dimensioni, vuole impressionare suo padre ed esplorare il mondo. Ma il suo continuo vagare spesso lo mette nei guai. Alla fine viene dichiarato un eroe dopo aver sconfitto un topo.
- La madre di Golia II: è la madre del piccolo elefantino. È un'elefantessa calma e gentile, ma a volte iperprotettiva verso il figlio. È costretta a rimproverare il figlio ogni volta che si allontana da lei. Il suo vero nome non viene mai citato.
- Golia I: è il padre di Golia II, che inizialmente, ignora il figlio a causa delle ridotte dimensioni. Ma alla fine cambia idea dopo la battaglia del figlio col topo.
- Raja: è una tigre che cerca continuamente di catturare e mangiare Golia II, ma invano.
- Il topo: è un topo delle stesse dimensioni di Golia II che cerca di fargli del male; viene sconfitto da Golia stesso.
- Eloise: è un'altra elefantessa che stava quasi per calpestare Golia II.Viene rimbrottata dalla madre che salva il piccolo Golia.
- Il coccodrillo palustre: è il coccodrillo che, nonostante i numerosi tentativi falliti di mangiare Golia, ha ingoiato il povero Raja senza nemmeno mangiarlo in un boccone.

## Distribuzione
Uscì negli Stati Uniti il 21 gennaio 1960 abbinato al film Toby Tyler (sempre con Corcoran), mentre in Italia il corto uscì nell'aprile 1964 insieme al film Il caso del cavallo senza testa. 

### Edizione italiana
Il doppiaggio italiano del corto è stato effettuato presso gli stabilimenti di Fono Roma con la collaborazione della C.D.C. e diretto da Giulio Panicali su dialoghi di Roberto De Leonardis.

## Edizioni home video
VHS
Serie oro- cartoni animati da Oscar (novembre 1986)